# کازونوری یامائوچی
کازونوری یامائوچی (山内 一典 Yamauchi Kazunori, زادهٔ ۵ اوت ۱۹۶۷) با نام مستعار «کاز»، طراح بازی و راننده مسابقه ژاپنی است. او مدیر عامل شرکت پولی‌فونی دیجیتال و تهیه‌کننده مجموعه بازی‌های ویدئویی گرن توریسمو است.

## پولی‌فونی دیجیتال
او پس از طراحی اولین بازی خود موتور تون گرند پریکس، یک عنوان بازی مسابقه با الهام از کارتون شبیه به ماریو کارت، رئیس پولی‌فونی دیجیتال شد. موتور تون گرند پریکس بعداً دنباله‌ای به نام موتور تون گرند پریکس ۲ ایجاد کرد که تنها بازی در این فرنچایز بود که در خارج از ژاپن منتشر شد. از آن زمان یامائوچی رؤیای خود را برای ایجاد شبیه‌سازهای رانندگی واقعی با مجموعه موفق گرن توریسمو خود برآورده کرد. او همچنین علاقه خود را به گسترش به سایر ژانرهای بازی ابراز کرده است. در سال ۱۹۹۹، پولی‌فونی دیجیتال امگا بوست را منتشر کرد، عنوانی که در شوت ام آپ (فضا) اتفاق می‌افتد، که از آن زمان ثابت شده است که تنها تلاش یامائوچی در خارج از توسعه بازی‌های مسابقه است.
در نتیجه موفقیت گرن توریسمو، یامائوچی به یک چهره مهم در صنعت خودرو در سراسر جهان تبدیل شده است. پولی‌فونی دیجیتال با نیسان برای طراحی نمایشگر چندمنظوره (که بخش‌های مختلف داده‌های خودرو را به راننده منتقل می‌کند، از جمله نیروی گرانش تولید شده، توزیع گشتاور و زمان‌های دور) که در آر۳۵ جی‌تی-آر یافت می‌شود، همکاری کرد. این خودرو و همچنین خود نمایشگر، در بسیاری از بازی‌های مجموعه او مانند گرن توریسمو ۵ سرآغاز، گرن توریسمو ۵، گرن توریسمو ۶ و نسخه جدیدتر و فیس‌لیفت شده خودرو در گرن توریسمو اسپورت و گرن توریسمو ۷ ظاهر می‌شوند. به خاطر مشارکتش یک نیسان جی‌تی-آر به او داده شد.
در ویدئویی که همراه با گرن توریسمو ۵ سرآغاز ارائه شده است، یامائوچی اظهار داشت که طراحی خودروی مورد علاقه او فورد جی‌تی است و او در زندگی واقعی دو خودرو دارد.
مستندی با تمرکز بر گرن توریسمو و یامائوچی با عنوان کاز: فشار دادن به شکاف مجازی در ۲۲ ژانویهٔ ۲۰۱۴ در هولو منتشر شد.

## حرفه مسابقه

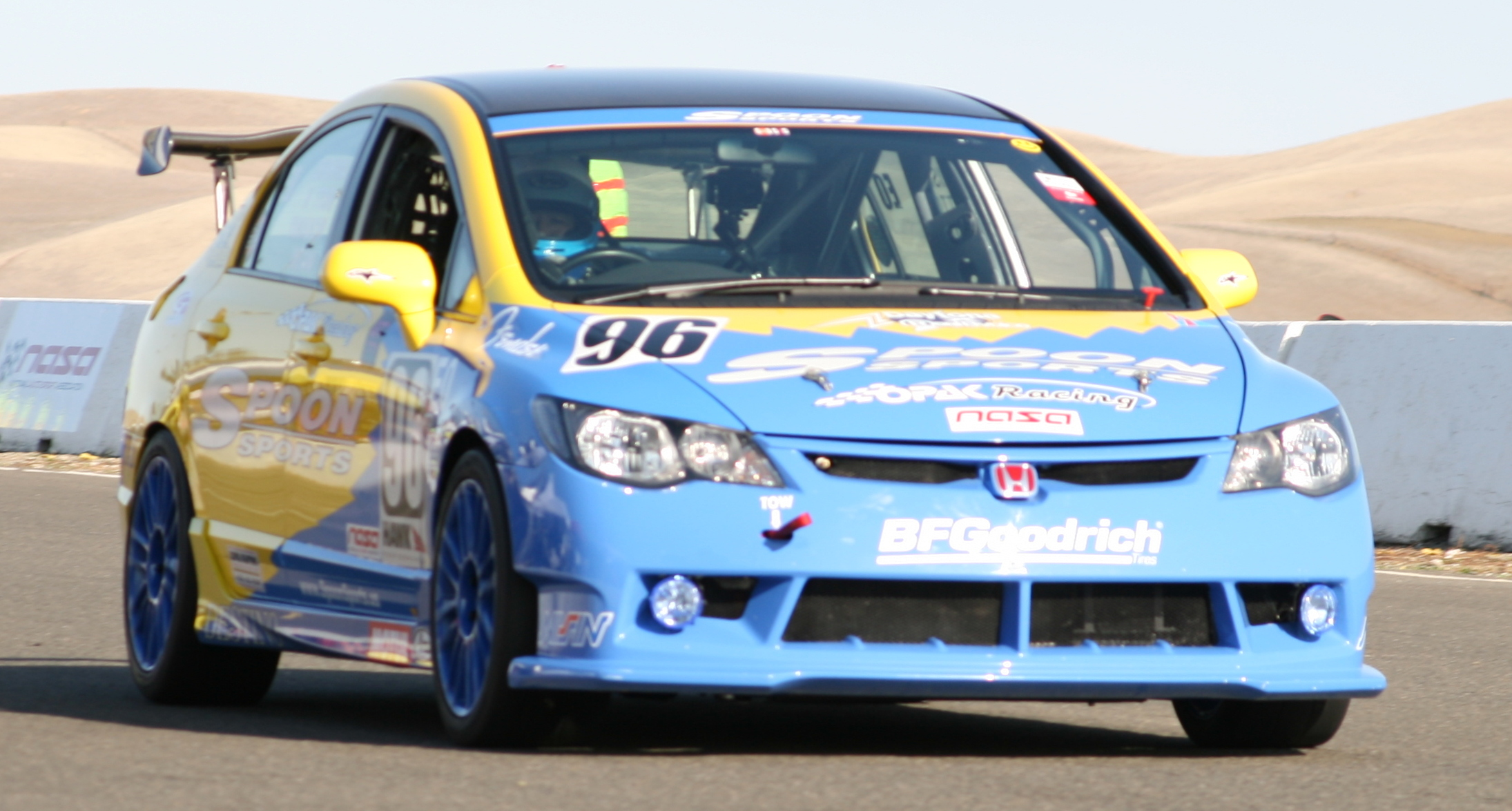
اسپون اسپورتس ‏هوندا سیویک تیپ آر توسط یامائوچی در مسابقات ۲۵ ساعته تاندرهیل در سال ۲۰۰۹ رانده شد.

در ۲۹ اوت ۲۰۰۹، یامائوچی برای هشتمین مسابقه از مجموعه استقامت نوربورگ‌رینگ در نوربورگ‌رینگ به تیم جوایز اتومبیل جهانی پیوست و یک لکسوس آی‌اس-اف کلاس اس‌پی۸ را هدایت کرد. او سریعترین دور ۱۰ دقیقه و ۹ ثانیه را ثبت کرد که بهترین دور تیم بود و تیم آن‌ها یک برد کلاسی را ثبت کرد. او به عنوان یکی از چهار راننده جایزه جایزه خودروی جهانی شرکت کننده در مسابقات ۲۴ ساعته نوربورگ‌رینگ ۲۰۱۰ به پیست نوربورگ‌رینگ بازگشت و در ردهٔ چهارم کلاس اس‌پی۸ قرار گرفت.
یامائوچی به عنوان یکی از چهار راننده شماره ۹۶ اسپون اسپورتس اف‌دی۲ هوندا سیویک تیپ آر در مسابقات ۲۵ ساعته تاندرهیل در دسامبر ۲۰۰۹ شرکت کرد که اولین باری بود که او در یک پیست جاده‌ای در ایالات متحده آمریکا رانندگی می‌کرد. همکاران او شامل نائوکی هاتوری قهرمان مسابقات قهرمانی خودروهای تور ژاپن در سال ۱۹۹۶ و تاتسورو ایچیسیما، بنیانگذار اسپون بودند. تیم مجبور شد در طول مسابقه تقریباً یک ساعت را در پیت‌ها بگذراند زیرا مجبور بودند اگزوز خود را برای مطابقت با مقررات نویز اصلاح کنند و برای سوخت‌گیری نامناسب جریمه می‌شدند. با این وجود، این خودرو بدون مشکل حرکت کرد و پس از انجام ۶۱۷ دور، از بین ۱۷ خودرو در کلاس خود در ردهٔ هفتم و در مجموع ۶۶ خودرو در رتبه ۲۳ قرار گرفت.
یامائوچی در مسابقات ۲۴ ساعته نوربورگ‌رینگ ۲۰۱۱ به عنوان یکی از چهار راننده شماره ۷۱ شولزه موتوراسپورت نیسان جی‌تی-آر شماره ۲۴ شرکت کرد. این تیم مسابقه را در جایگاه ۳۶ به پایان رساند و پس از غلبه بر چندین مشکل فنی و شکست دادن رقبای رانندگانی از جمله جانی هربرت و مارک بلاندل، به یک پیروزی در کلاس اس‌پی۸تی دست یافت.
برای مسابقات ۲۴ ساعته نوربورگ‌رینگ ۲۰۱۲، یامائوچی به نیسان بازگشت و با شماره ۱۲۳ جی‌تی-آر همراه با لوکاس اوردونز. رانندگی کرد. او در کلاس اس‌پی۸تی اول شد و در کل ۳۰ام شد، هرچند کلاس اس‌پی۸تی در آن سال فقط شامل دو خودرو بود که هر دو نیسان جی‌تی-آر بودند.
‏یامائوچی برای مسابقات ۲۴ ساعته نوربورگ‌رینگ ۲۰۱۳ به کلاس اس‌پی۹ پیوست و رانندگی نیسان جی‌تی-آر نیسمو جی‌تی۳ شولزه موتوراسپورت را به دست آورد. این تیم موفق شد در مجموع بیش از ۴۰ دقیقه اولین جلسه مقدماتی را رهبری کند، اما مشکلات متعدد قابلیت اطمینان در مسابقه باعث شد آن‌ها در نقطه به رتبهٔ ۱۶۵ سقوط کنند. آن‌ها در مجموع با پرچم شطرنجی به رتبهٔ ۱۳۵ رسیدند.
برای مسابقات ۲۴ ساعته نوربورگ‌رینگ ۲۰۱۴ یامائوچی دوباره نیسان جی‌تی-آر نیسمو جی‌تی۳ شولزه موتوراسپورت را به همراه جردن ترسون، توبیاس و مایکل شولزه رانندگی کرد. این تیم توانست مسابقه بسیار تمیزتری نسبت به سال قبل داشته باشد و به طرز چشمگیری در بین ۱۶۵ خودرو در ردهٔ چهاردهم قرار بگیرد.
در مسابقات ۲۴ ساعته نوربورگ‌رینگ ۲۰۱۶، یامائوچی از نیسان به ب‌ام‌و تغییر مسیر داد، جایی که او شماره ۱۰۱ والکن‌هورست موتوراسپورت ام۶ جی‌تی۳ را هدایت کرد و در مجموع بیست و دوم شد.

## رکورد مسابقه

### نتایج مسابقه ۲۵ ساعته تاندرهیل
| سال  | تیم           | کمک رانندگان                              | خودرو                      | کلاس | دور | موقعیت کلی | موقعیت کلاس |
| ---- | ------------- | ----------------------------------------- | -------------------------- | ---- | --- | ---------- | ----------- |
| ۲۰۰۹ | اسپون اسپورتس | نائوکی هاتوری تاتسورو ایچیسیما سام میتانی | هوندا سیویک تیپ آر (اف‌دی۲) | ئی۰  | ۶۱۷ | ۲۳         | هفتم        |

### نتایج مسابقه ۲۴ ساعته نوربورگ‌رینگ
| سال  | تیم                     | کمک رانندگان                                 | خودرو                     | کلاس    | دور | موقعیت کلی | موقعیت کلاس |
| ---- | ----------------------- | -------------------------------------------- | ------------------------- | ------- | --- | ---------- | ----------- |
| ۲۰۱۰ | تیم جوایز اتومبیل جهانی | هیدشی ماتسودا پیتر لیون اوون میلدنهال        | لکسوس آی‌اس اف             | اس‌پی۸   | ۱۲۷ | ۵۹         | چهارم       |
| ۲۰۱۱ | شولزه موتوراسپورت       | توبیاس شولزه مایکل شولزه یاسایوشی یاماموتو   | نیسان جی‌تی-آر             | اس‌پی۸تی | ۱۳۴ | ۳۶         | اول         |
| ۲۰۱۲ | تیم آکادمی جی‌تی         | لوکاس اوردونز توبیاس شولزه یاسوکیچی یاماموتو | نیسان جی‌تی-آر             | اس‌پی۸تی | ۱۳۶ | ۳۰         | اول         |
| ۲۰۱۳ | شولزه موتوراسپورت       | توبیاس شولزه مایکل شولزه مایکل کروم          | نیسان جی‌تی-آر نیسمو جی‌تی۳ | اس‌پی۹   | ۴۸  | ۱۳۵        | ۲۲          |
| ۲۰۱۴ | شولزه موتوراسپورت       | توبیاس شولزه مایکل شولزه جردن ترسون          | نیسان جی‌تی-آر نیسمو جی‌تی۳ | اس‌پی۹   | ۱۴۷ | چهاردهم    | یازدهم      |
| ۲۰۱۶ | والکن‌هورست موتوراسپورت  | ماتیاس هنکولا جورج ریچاردسون مکس ساندریتر    | ب‌ام‌و ام۶ جی‌تی۳            | اس‌پی۹   | ۱۲۱ | ۲۲         | هجدهم       |

## افتخارات
یامائوچی در سال ۲۰۱۳ خیابانی به افتخار او در شهر روندا نام‌گذاری کرد. پیچ‌های خیابانی که «پاسئو دِ کازونوری یامائوچی» (Paseo de Kazunori Yamauchi) نام دارند در اطراف پارادور دِ روندا (Parador de Ronda) قرار دارد. به گفته شهردار شهر روندا ماریا د لاپاز فرناندز لوباتو (Maria de la Paz Fernandez Lobato): «شکی نیست که کار او امروزه طنین فرهنگی زیادی با مردم دارد. او سبک بازی‌های مسابقه را به سطوح جدیدی از رئالیسم سوق داده است و خلاقیت‌های او به همان اندازه هنر هستند که فناوری هستند. ارتباط روندا با گرن توریسمو همچنین نشان دهنده این است که شهر باستانی ما مکانی مدرن و پرجنب و جوش برای زندگی است و بخشی از قرن بیست و یکم است.»
یامائوچی در سال ۲۰۱۵ «جایزه بزرگ خلاقیت» را در سی‌امین جشنواره بین‌المللی خودرو در پاریس به خاطر مشارکت‌هایش در صنعت خودرو دریافت کرد.
در سال ۲۰۱۷، یامائوچی مدرک افتخاری در مهندسی خودرو از دانشگاه مودنا و رجیو امیلیا دریافت کرد.
یامائوچی در فیلم گرن توریسمو محصول ۲۰۲۳ نقش یک آشپز سوشی را بازی کرد و بازیگر تاکه‌هیرو هیرا نسخه داستانی قبلی را به تصویر کشید.